# Люксембургский университет
Люксембургский университет (люкс. Universitéit vu Lëtzebuerg, фр. Université du Luxembourg, нем. Universität von Luxemburg) — высшее учебное заведение, расположенное в городе Люксембург, первый государственный университет одноимённого великого герцогства.
ВУЗ позиционирует себя как многоязычный, предлагает учебные программы на французском, немецком и английском языках и предоставляет студентам из 125 стран космополитичную среду обучения (кроме того, все студенты бакалавриата обязаны провести один семестр за границей, в одном из 100 партнёрских университетов).

## История
Университет был основан в 2003 году путём объединения четырёх учебных заведений.
Учреждение государственного ВУЗа стало ответом на вызовы экономической переориентации великого герцогства: если некогда основой экономики страны было производство стали, то в 1980-х Люксембург стал значительным финансовым центром, а в новом тысячелетии — международным инновационным хабом. Правительство поставило исследования и высшее образование во главу угла стратегии экономической диверсификации и повышения конкурентоспособности.
Традиционно люксембургские абитуриенты должны были получать дипломы в других странах. Создание нового университета позволило не только готовить образованные кадры из граждан великого герцогства, но и повышать национальный интеллектуальный потенциал путём привлечения иностранных студентов, исследователей и преподавателей.
В 2005 году было принято решение об основании кампуса «Город наук» (фр. Cité des Sciences) в Бельвале. Первое его здание было открыто в 2011 году, а в 2015 году в новый кампус переехали органы управления и ряд факультетов.

## Факультеты
Являясь исследовательским ВУЗом, университет сфокусирован на нескольких научных областях, имеющих международную важность и отражающих реалии общества и экономики Люксембурга.
Университет включает в себя следующие факультеты и исследовательские центры:
- Факультет науки, технологии и коммуникации
- Факультет права, экономики и финансов
- Факультет языка и литературы, гуманитарных наук, искусств и образования
- Междисциплинарный центр безопасности и надежности (SnT)
- Люксембургский центр биомедицинских систем (LCSB)
- Люксембургский центр современной цифровой истории (C2DH)

## Библиотека
Университетская библиотека, которую также могут бесплатно использовать посторонние читатели, предлагает более 220 000 книг и около 1000 периодических изданий для обучения и исследований. Это собрание дополняется широким спектром электронной документации, состоящей из баз данных, научных статей и электронных книг. Интернет-каталог предоставляет доступ ко всем бумажным и электронным носителям. Университетская библиотека тесно сотрудничает с Национальной библиотекой Люксембурга и является членом сети BiBnet.lu.

## Кампусы
Университет занимает три кампуса: Бельваль, Лимпертсберг, Кирхберг.
Главный кампус Бельваль, построенный на юге страны на месте бывшей промышленной зоны, включает в себя т. н. «Город наук». Ныне здесь, где когда-то в доменных печах выплавлялась сталь, работает ректорат.
Кампус Лимпертсберг расположен в историческом здании, возведённом в 1903 году по заказу ордена францисканцев и до 1972 года использовавшемся как католическая семинария.
Кампус Кирхберг занимает комплекс зданий, ранее принадлежавший Высшему институту технологий (фр. Institut Supérieur de Technologie) Евросоюза. Неподалёку находятся Люксембургская финансовая школа и Люксембургская академия бизнеса.
Планируется строительство нового кампуса, где будет размещён Люксембургский институт международного, европейского и нормативно-процессуального права Общества Макса Планка.

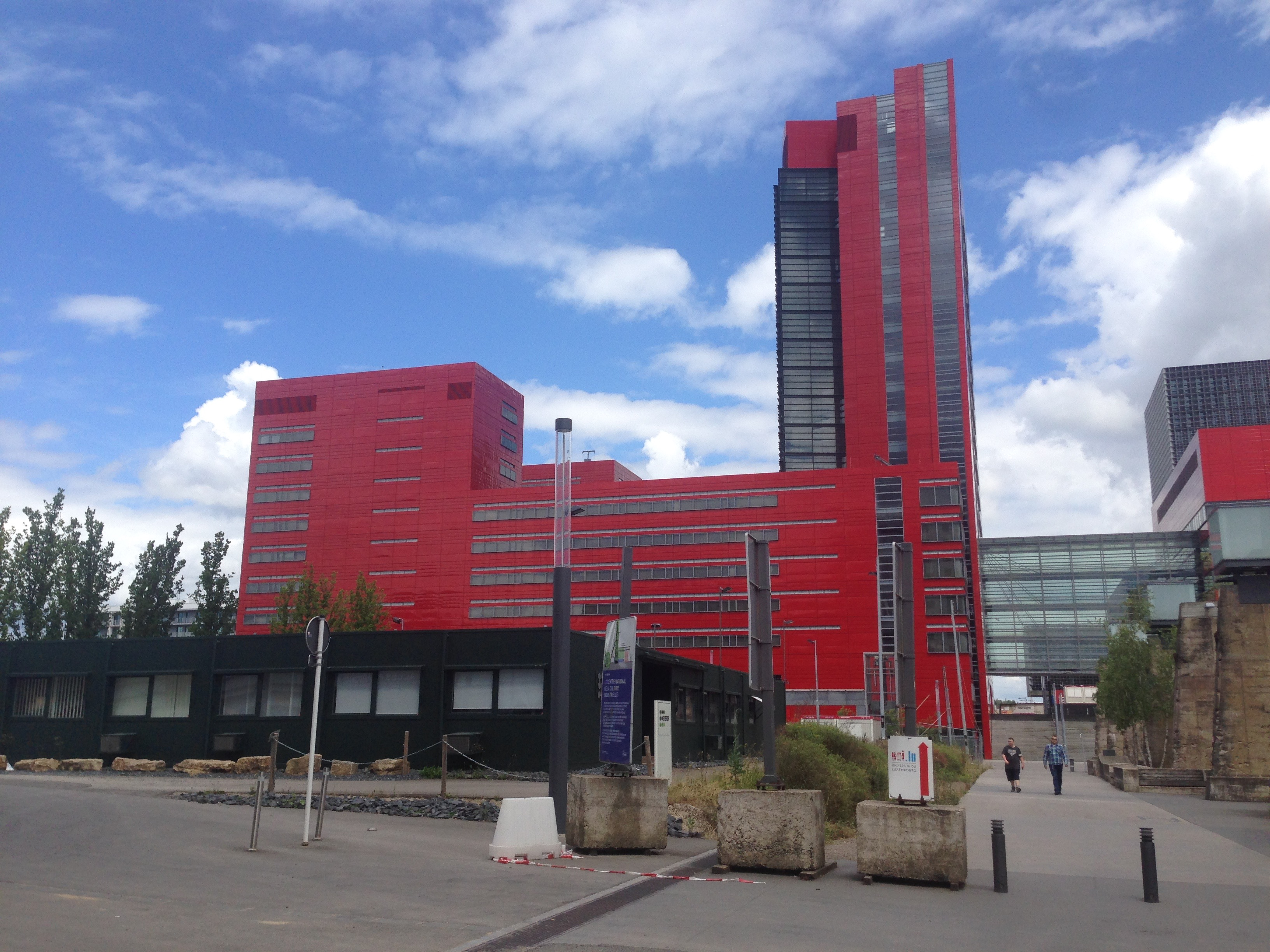
Кампус Бельваль
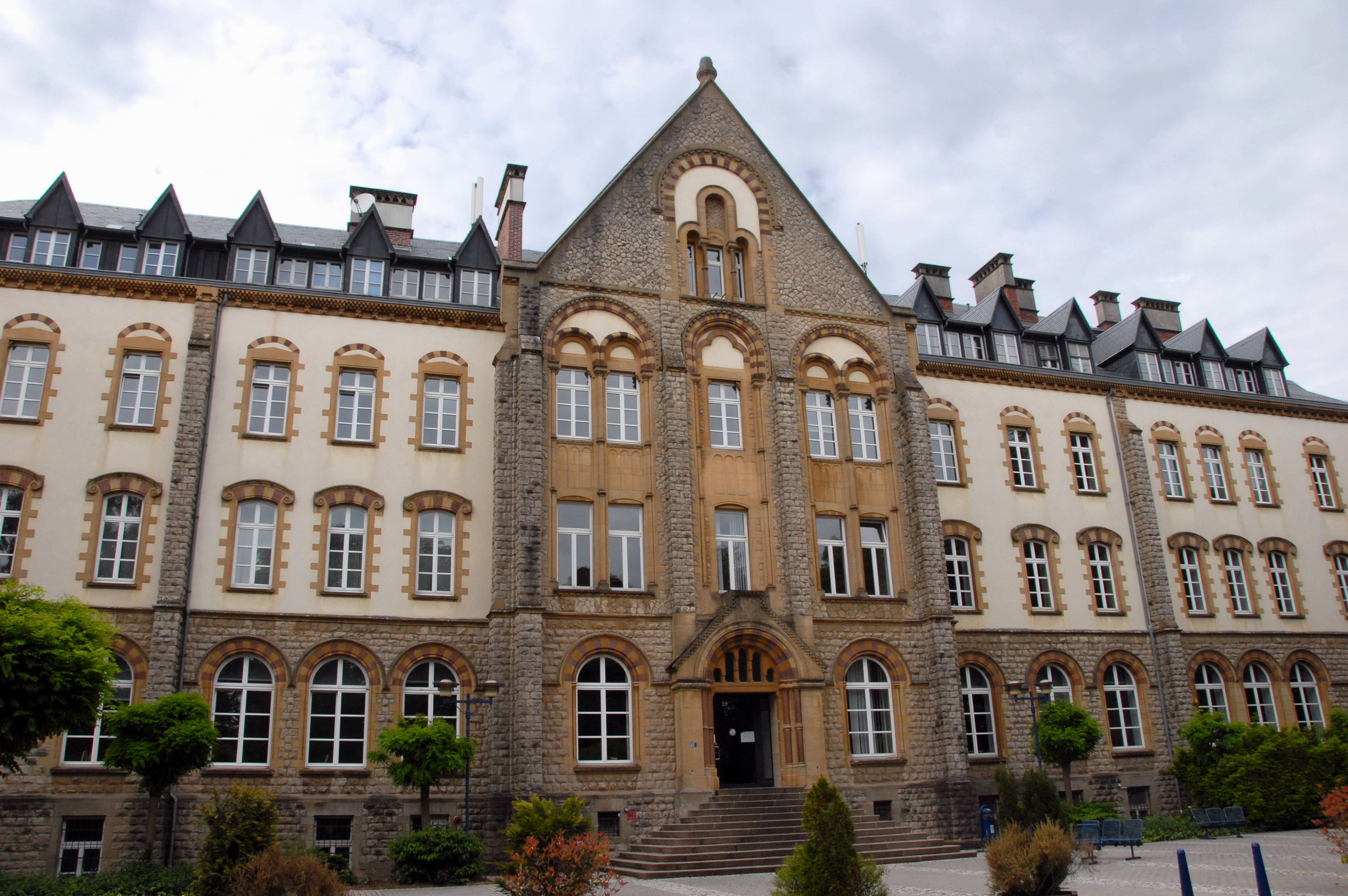
Кампус Лимпертсберг
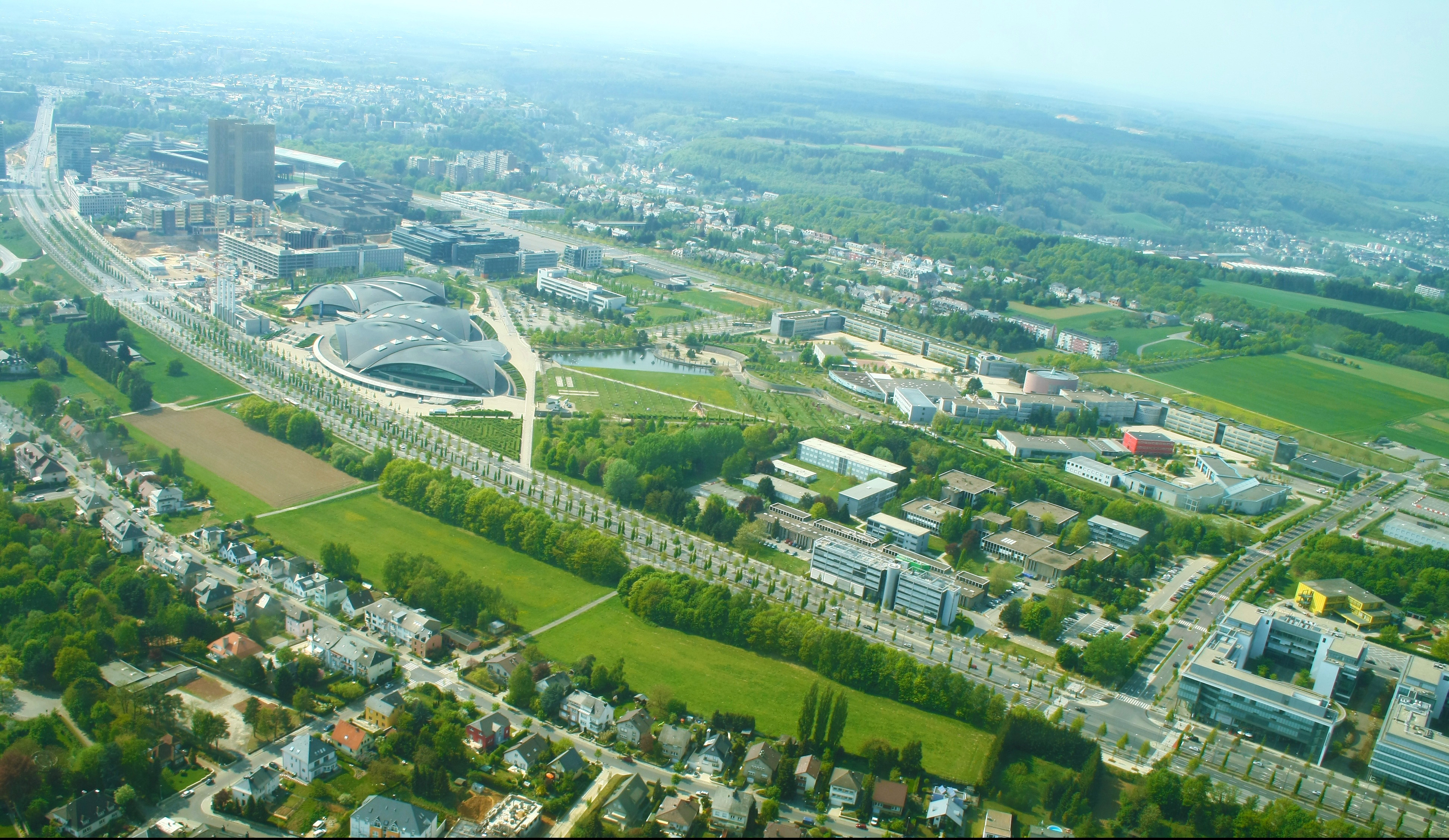
Кампус Кирхберг